# Black Beauty (romanzo)
(A. Sewell, Black Beauty, capitolo 13, ultima comma.)
Black Beauty - Autobiografia di un cavallo (Black Beauty: The Autobiography of a Horse) o anche conosciuto come Black Beauty, è un romanzo di Anna Sewell, ed è l'unica opera dell'autrice, scritta per attirare l'attenzione sulle crudeltà a cui erano spesso sottoposti i cavalli nell'età vittoriana. Il libro viene pubblicato nel 1877, pochi mesi prima della morte della scrittrice.
Con oltre 50 milioni di copie vendute nel mondo, Black Beauty è uno dei libri più venduti di tutti i tempi.

## Trama
La storia è narrata in prima persona come una autobiografia raccontata dal cavallo di nome Black Beauty, che inizia con i suoi giorni spensierati come un puledro in una fattoria inglese con sua madre, alla sua vita difficile tirando le carrozze a Londra, fino alla sua felice pensione. Lungo la strada, incontra molte difficoltà e racconta molti avvenimenti di crudeltà e gentilezza. Ogni capitolo racconta un episodio della vita di Black Beauty contenente una lezione o una morale tipicamente legata alla gentilezza, responsabilità, comprensione del trattamento dei cavalli, con le osservazioni dettagliate di Sewell e le descrizioni del comportamento del cavallo che prestano al romanzo una buona dose di verosimiglianza.

## Personaggi

### Cavalli
- Black Beauty - Il narratore della storia. Viene descritto come un cavallo nero, con una zampa bianca e una stella sulla fronte. Inizia la sua carriera come cavallo da trasporto per persone facoltose, ma dopo una brutta caduta, non è più considerato abbastanza presentabile e viene messo a fare lavori più duri e faticosi. Passa nelle mani di una serie di proprietari, alcuni crudeli, alcuni buoni. Fa sempre del suo meglio per servire gli umani nonostante le circostanze.
- Ginger (Peperina nella versione italiana) - Una compagna di Beauty a Birtwick Park. Viene descritta col manto sauro e una lista bianca sul muso. A causa dell'educazione traumatica col precedente proprietario, Ginger è diventata una cavalla aggressiva e poco socievole, ma grazie alle nuove cure, riprende lentamente a mostrare la sua vera natura gentile e sensibile.
- Merrylegs (Zampallegra nella versione italiana) - Un piccolo pony dal manto grigio, compagno di Black Beauty e Ginger a Birtwick Park. È gentile con gli umani e con i cavalli.
- Sir Oliver - Un enorme cavallo che Black Beauty incontra a Birtwick Park.
- Rory - Un cavallo da lavoro in coppia con Black Beauty. Diventa poi un cavallo da carico per il carbone, dopo essere stato colpito al petto da un carro guidato sul lato sbagliato della strada.
- Capitano - Un ex cavallo dell'esercito, che ha assistito a orribili incidenti nella guerra di Crimea, sebbene sia stato ben trattato e non abbia ricevuto ferite gravi. Ha perso il suo amato maestro nella carica della Brigata leggera.
- Rob Roy - Un cavallo nero della fattoria originale di Beauty, che viene ucciso in un incidente di caccia (insieme al suo cavaliere, l'unico figlio di Squire Gordon). In seguito, si apprende che era il fratellastro di Beauty, un figlio maggiore di Duchessa.
- Duchessa - La madre di Beauty e Rob Roy, che incoraggia il figlio ad essere bravo e ubbidiente con gli umani fin da piccolo.

### Umani
- Fattore Gray - Il primo proprietario di Beauty.
- Douglas Gordon (Squire Gordon) - Un uomo gentile, amorevole e amante degli animali. Vive a Birdwick Park insieme alla moglie e ai suoi dipendenti. Dovrà vendere Beauty e Ginger per poter lasciare il paese a causa della malattia della moglie.
- John Manli - Lo stalliere di Birdwick Park, che si occupa Black Beauty e degli altri cavalli.
- James Howard - L'assistente di John Manli. Va a lavorare come cocchiere per Sir Clifford Williams.
- Joseph "Joe" Greene - Un ragazzo gentile che sostituisce James dopo la sua partenza. Stringe subito intesa e amicizia con Beauty e sarà molto triste quando si separeranno. Ritroverà il suo vecchio amico anni dopo, comprandolo e dandogli la sua sistemazione definitiva.
- Conte di W - Acquista Beauty e Ginger da Squire Gordon. Vive a Earlshall Park.
- Lady W - Moglie del Conte di W. Donna molto raffinata e superba, richiede continuamente che Beauty e Ginger indossino le redini per tenere alta la testa. Quando York cerca di rispettare l'ordine di Lady W, Ginger si scaglia, dando calci a tutto ciò che la circonda.
- York - Cocchiere del Conte di W. Cura i cavalli gentilmente.
- Reuben Smith - Il maniscalco del Conte di W. È un uomo che ha l'abitudine di bere molto. Usa sera che era ubriaco, si ritrova a montare Beauty. Facendolo galoppare, il cavallo si imbatte su delle pietre aguzze, causando una ferita allo zoccolo di Beauty e facendolo cadere. Beauty si ritrova con le ginocchia ferite e rovinate, mentre Reuben viene scaraventato e muore nell'impatto.
- Jeremiah "Jerry" Barker - Un gentile proprietario e uomo religioso che usa Beauty per trainare una berlina. Si rivela un uomo molto gentile e premuroso e si prende cura di Beauty. Un Capodanno, Jerry e Beauty sono costretti ad aspettare in condizioni di tormenta dei giovani sconsiderati. Nella fredda notte, Jerry contrae la bronchite e per poco non muore. Il medico gli consiglia di non riprendere il suo vecchio lavoro ed è costretto a vendere Beauty.
- Nicholas Skinner - Un proprietario senza scrupoli, che paga una tassa elevata per il noleggio di cavalli da traino. Di conseguenza, è l'unico modo che ha per fare soldi, e obbliga a un lavoro eccessivo il cavallo, facendolo muovere anche quando è stanco. Quando un giorno Beauty crolla per la fatica e il lavoro troppo pesante e movimentato, il cavallo viene venduto a una fiera equestre.
- Le tre signore (Miss Blomefield, Miss Ellen e Miss Lavinia) - Tre sorelle che acquistano Beauty tramite l'aiuto di Joe Greene. Sono le ultime proprietarie di Beauty, dove viene trattato con rispetto e usato per trainare un calesse per intrattenere le padrone.

## Adattamenti
Il libro ha avuto numerose trasposizioni, sia cinematografiche che televisive:
| Anno      | Film                                                                    | Note                 |
| --------- | ----------------------------------------------------------------------- | -------------------- |
| 1917      | Your Obedient Servant                                                   |                      |
| 1921      | Black Beauty                                                            |                      |
| 1933      | Black Beauty                                                            |                      |
| 1946      | Black Beauty                                                            |                      |
| 1957      | Courage of Black Beauty                                                 |                      |
| 1971      | Criniera selvaggia (Black Beauty)                                       |                      |
| 1972-1974 | Le avventure di Black Beauty (The Adventures of Black Beauty)           | Serie TV             |
| 1978      | Black Beauty                                                            | Miniserie TV         |
| 1978      | Black Beauty                                                            | Film TV              |
| 1987      | Black Beauty                                                            | Film TV              |
| 1990-1991 | Le nuove avventure di Black Beauty (The New Adventures of Black Beauty) | Serie TV             |
| 1992      | The New Adventures of Black Beauty                                      | Miniserie TV         |
| 1994      | Black Beauty                                                            |                      |
| 1995      | Black Beauty                                                            | Uscito in home video |
| 2020      | Black Beauty - Autobiografia di un cavallo (Black Beauty)               | Uscito in streaming  |